# John Comer
John Comer (ur. 1 marca 1924 w Stretford, zm. 11 lutego 1984 w Blackpool) – brytyjski komik i aktor, współcześnie pamiętany przede wszystkim z występów w serialu Babie lato, w którym grał od 1973 niemal do śmierci.

## Życiorys
W młodości Comer związany był zawodowo z przemysłem ciężkim, zaś amatorsko występował na lokalnych scenach komediowych w północno-zachodniej Anglii, skąd pochodził. W 1959 duet Bracia Comer (The Comer Brothers), złożony z Johna i jego młodszego brata Tony'go, wygrał ogólnokrajowy konkurs dla nowych talentów, w którym główną nagrodą, oprócz gratyfikacji finansowej, był kontrakt na udział w filmie. Filmem tym okazała się być komedia I'm All Right Jack, której głównymi gwiazdami był Richard Attenborough i Peter Sellers. W 1961 bracia wystąpili razem w Smaku miodu, obrazie zaliczanym do absolutnej klasyki nurtu kitchen-sink drama, będącego brytyjską odmianą filmowego naturalizmu.
Wkrótce później Tony Comer postanowił wrócić do pracy w przemyśle, zaś John wybrał samodzielną karierę aktorską. Łącznie wystąpił w blisko osiemdziesięciu filmach i serialach, wśród których znalazły się m.in. Bitwa o Anglię, Dr Phibes powraca czy Coronation Street. Po latach grania mniejszych ról, w 1973 znalazł się w głównej obsadzie krótkotrwałego sitcomu All Our Saturdays. W tym samym roku został obsadzony w serialu Babie lato, gdzie wcielał się w postać Sida, właściciela kawiarni zdominowanego przez swoją agresywną żonę, graną przez Jane Freeman. Równolegle w latach 1975-1979 należał do głównych gwiazd innego sitcomu, I Didn't Know You Cared.
Comer występował we wszystkich seriach Babiego lata aż do 1983 roku, kiedy to zdiagnozowano u niego raka gardła. W czasie zdjęć do świątecznego odcinka specjalnego z 1983 – ostatniej odsłony serialu z jego udziałem – był już tak chory, że jego głos nie nadawał się do emisji i musiał być dubbingowany przez innego aktora.
Ostatnie miesiące życia spędził w hospicjum onkologicznym w Blackpool, gdzie w marcu 1984 zmarł w wieku 59 lat. W 2013, trzy lata po śmierci jego żony, ich spadkobiercy zdecydowali, iż w dowód wdzięczności za opiekę nad Comerem przekażą 245 tysięcy funtów tej właśnie placówce.